# Köpmanholm
Ej att förväxla med Köpmanholmen.
Köpmanholm är en småort på den norra delen av ön Yxlan i Stockholms norra skärgård i Blidö socken i Norrtälje kommun, Stockholms län.

## Historik
I slutet av 1600-talet anlades en krog på Kasholmen som då var en egen ö strax norr om dagens Köpmanholm. Krogen brändes dock ner under rysshärjningarna år 1719. På Kasberget ovanför finns en labyrint som troligen byggts av fiskarbefolkningen här på 1700-talet. Norr härom anlades 1789 en skansanläggning för att spärra inloppet i Furusundsleden. 1789 var de klara och 200 soldater stationerades här. Skansen avrustades dock redan i slutet av året och fick förfalla. Inför utbrottet av Finska kriget posterades åter trupper här. 
Skansarna restaurerades inte men i stället förlades kononjollar bemannade av lantvärnister vid sundet. En massgrav för de under posteringen här omkring 800 omkomna soldaterna anlades norr om hamnen vid Köpmanholm liksom en annan vid Furusund. Vid Köpmanholm, som då tillhörde byn Yxlö fanns då ingen bebyggelse, den tillkom i början av 1800-talet. 1828 blev Köpmanholm lotssamhälle sedan lotsstationerna på Oxhalsö och Tjockö lades ned.
Samhället är, under namnet Skamsund, omskrivet av August Strindberg i Ett drömspel samt i novellsamlingen Fagervik och Skamsund. Han beskriver där orten som utpinad, utäten och vardaglig.
Köpmanholm har sedan år 1954 färjeförbindelse via Furusundsleden med grannsamhället Furusund. 
I Köpmanholm finns även Köpmanholms skola för årskurserna 1 till 5.